# Ungarische Eishockeyliga 1994/95
Die Saison 1994/95 war die 58. Spielzeit der ungarischen Eishockeyliga, der höchsten ungarischen Eishockeyspielklasse. Meister wurde zum insgesamt 24. Mal in der Vereinsgeschichte Ferencvárosi TC.

## Modus
In der Hauptrunde absolvierte jede der sechs Mannschaften insgesamt 20 Spiele. Die beiden Erstplatzierten qualifizierten sich für das Meisterschaftsfinale. Für einen Sieg erhielt jede Mannschaft zwei Punkte, bei einem Unentschieden gab es einen Punkt und bei einer Niederlage null Punkte.

## Hauptrunde

### Tabelle
|    | Klub                      | Sp | S  | U | N  | Tore   | Punkte |
| -- | ------------------------- | -- | -- | - | -- | ------ | ------ |
| 1. | Ferencvárosi TC           | 20 | 13 | 3 | 4  | 131:74 | 29     |
| 2. | Alba Volán Székesfehérvár | 20 | 13 | 1 | 6  | 117:74 | 27     |
| 3. | Jászberényi Lehel HC      | 20 | 12 | 2 | 6  | 102:71 | 26     |
| 4. | Dunaferr Dunaújváros      | 20 | 10 | 4 | 6  | 114:62 | 24     |
| 5. | Újpesti TE                | 20 | 6  | 2 | 12 | 102:98 | 14     |
| 6. | MAC-Népstadion Budapest   | 20 | 0  | 0 | 20 | 54:241 | 0      |

Sp = Spiele, S = Siege, U = Unentschieden, N = Niederlagen

## Playoffs

### Spiel um Platz 3
- Lehel HC Jászberény – Dunaferr Dunaújváros 0:2 (3:4, 2:5)

### Finale
- Ferencvárosi TC – Alba Volán Székesfehérvár 2:1 (2:4, 3:2, 4:2)